# Villeneuve-la-Dondagre
Villeneuve-la-Dondagre település Franciaországban, Yonne megyében. Lakosainak száma 337 fő (2022. január 1.). Villeneuve-la-Dondagre Fouchères, La Belliole, Collemiers, Cornant, Courtoin, Égriselles-le-Bocage, Saint-Valérien és Subligny községekkel határos.

## Népesség
A település népessége az elmúlt években az alábbi módon változott:
| Lakosok száma | 273  | 282  | 292  | 301  | 311  | 318  | 329  | 340  | 337  |
|               | 2013 | 2015 | 2016 | 2017 | 2018 | 2019 | 2020 | 2021 | 2022 |